# Headbanging

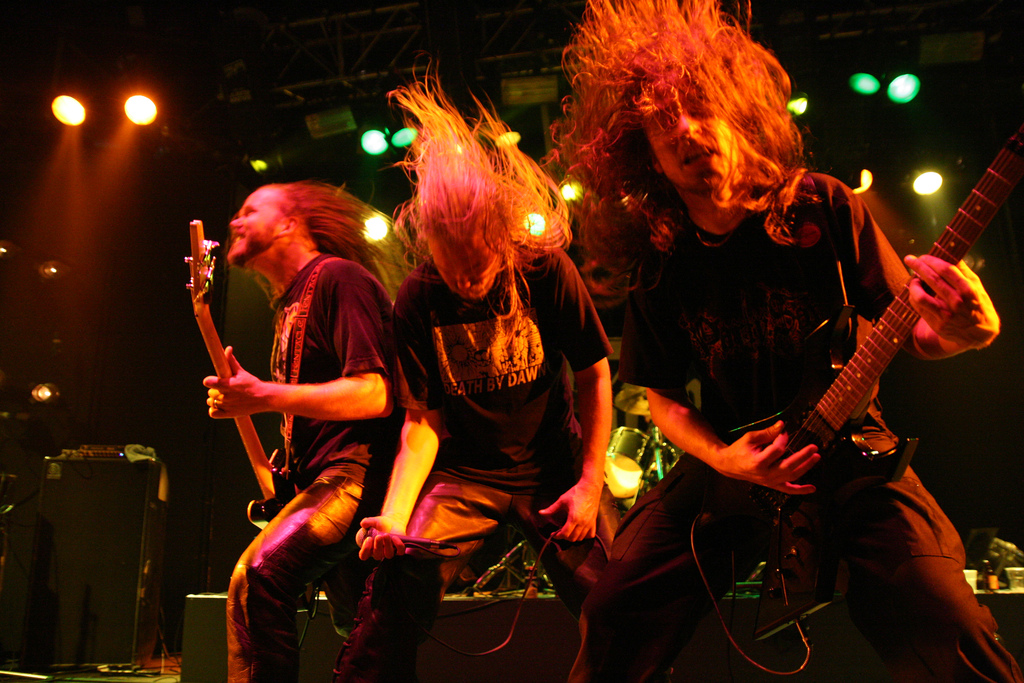
Deathmetalová skupina Asphyx točící řepami během koncertu

Headbanging je typ tance, ve kterém se hází hlavou ze strany na stranu do rytmu hudby; působí vizuálně efektně, pokud má člověk dlouhé vlasy. V Česku se často v této souvislosti používá termín "paření".
Headbanging zahrnuje jak točení hlavou (tzv. metlení), tak prosté kývání hlavy seshora dolů, ze strany na stranu nebo i rychlé otáčení hlavy. Tyto pohyby lze doprovázet dupáním nohama, vztyčováním sevřené pěsti nebo paroháče, případně údery pěstí nebo plácání se do stehen. Často se tanečník doprovází hrou na air guitar. Nejtvrdší variantou je, když se tanečník jednou rukou zachytí reproduktoru, nohou se opře o pódium do kterého za zběsilého metlení začne mlátit pěstí.
Pojem byl poprvé použit na turné Led Zeppelin v USA roku 1969. Headbanging se proslavil hlavně v 80. letech 20. století u kapel jako např. Metallica, Slayer.